# تشبول (مقاطعة فومن)
تشبول (بالفارسية: چپول) هي قرية تقع في غيلان في إيران. يقدر عدد سكانها بـ 171 نسمة بحسب إحصاء 2016.